# Oedesis
Oedesis is een geslacht van kevers uit de familie van de loopkevers (Carabidae). De wetenschappelijke naam van het geslacht is voor het eerst geldig gepubliceerd in 1850 door Motschulsky.

## Soorten
Het geslacht Oedesis omvat de volgende soorten:
- Oedesis caucasicus (Dejean, 1831)
- Oedesis cyprius Wrase, 1999
- Oedesis Kryzhanovskii Wrase, 1999
- Oedesis obscurior (Pic, 1911)
- Oedesis palaestinus (Piochard de la Brulerie, 1873)
- Oedesis tomentosus (Dejean, 1831)
- Oedesis villosulus (Reiche, 1859)